# Neotarache deserticola
Neotarache deserticola är en fjärilsart som beskrevs av Barnes och Benjamin 1922. Neotarache deserticola ingår i släktet Neotarache och familjen nattflyn. Inga underarter finns listade i Catalogue of Life.